# AstraZeneca
AstraZeneca PLC is een Zweeds-Brits multinationaal farmaceutisch bedrijf. Het is een beursgenoteerde public limited company; ze is opgenomen in de beursindex FTSE 100 en OMX Stockholm 30. De hoofdzetel is in Londen en de O&O-afdeling in het Zweedse Södertälje.

## Geschiedenis
AstraZeneca ontstond in 1999 door de fusie van het Zweedse Astra AB en de Britse Zeneca Group PLC. Astra was in 1913 opgericht in Södertälje. Zeneca was de in 1993 afgesplitste farmaceutische en agrochemische tak van het Britse chemiebedrijf ICI. De afdeling landbouwchemicaliën werd in 2000 op haar beurt afgesplitst en samengevoegd met die van Novartis tot Syngenta.
In 2007 kocht AstraZeneca het Amerikaanse bedrijf MedImmune, gespecialiseerd in vaccins en biologicals.
Begin 2014 deed de Amerikaanse farmaceut Pfizer een vijandig bod op het bedrijf. In vijf stappen werd het bod verhoogd tot 86 miljard euro in totaal. De bedrijfsleiding van AstraZeneca wees ook dit laatste bod af. Pfizer was vooral geïnteresseerd in AstraZeneca om zo belastingvoordelen te realiseren en in Engeland was er weerstand omdat de onderzoeksafdelingen gesloten zouden kunnen worden, met een verlies aan hoogwaardige arbeidsplaatsen tot gevolg.
In december 2015 nam het bedrijf een aandelenbelang van 55% in het Nederlandse biotechbedrijf Acerta Pharma in Oss. AstraZeneca betaalt hiervoor US$ 2,5 miljard direct en nog eens US$ 1,5 miljard als het ontwikkelde medicijn voor leukemiepatiënten volgende tests goed doorstaat. Bij aanhoudende successen kan dit bedrag oplopen tot US$ 7 miljard omdat in de overeenkomst afspraken zijn gemaakt waarbij AstraZeneca het resterende belang van 45% ook kan kopen. Eind oktober 2017 keurde de Amerikaanse Food and Drug Administration (FDA) het geneesmiddel Calquence van Acerta goed. Met deze goedkeuring is de weg vrij om de overname door AstraZeneca af te ronden. Acalabrutinib is de werkzame stof en het geneesmiddel komt onder de naam Calquence op de markt.
In oktober 2020 werd het beleid van AstraZeneca veroordeeld in een rechtszaak aangespannen door Menzis over Seroquel waarbij een te hoge prijs werd gevraagd door het onterecht rekken van het octrooi dat in 2012 was verlopen. Menzis zegt te veel betaald te hebben en diende een schadeclaim in van ruim 4 miljoen euro, maar de rechter ging hierin slechts deels mee en eiste een herberekening. 
In december 2020 werd de overname van het Amerikaanse beursgenoteerde biotechbedrijf Alexion Pharmaceuticals bekendgemaakt. AstraZeneca is bereid US$ 39 miljard te betalen, in aandelen en geld, om zo de positie op het gebied van immunologie te versterken. Alexion telt meer dan 3000 medewerkers. In 2019 realiseerde het een omzet van US$ 5 miljard en behaalde daarop een nettowinst van US$ 2,4 miljard. Op 21 juli 2021 werd deze acquisitie afgerond.

## Activiteiten
AstraZeneca behoort tot de grootste farmaceutische bedrijven ter wereld. In 2009 was AstraZeneca het 5e bedrijf op basis van de verkoopcijfers van voorgeschreven geneesmiddelen. Het bedrijf heeft zich gespecialiseerd op geneesmiddelen voor de oncologie, hier werd zo'n 20% van de omzet in 2021 mee behaald. De coronavaccins hadden een omzet aandeel van iets meer dan 10%. De belangrijkste afzetmarkten zijn de opkomende landen met een aandeel van 33% in de omzet, gevolgd door de Verenigde Staten (33%) en Europa (22%). In 2021 werd ongeveer een kwart van de jaaromzet besteed aan onderzoek en ontwikkeling van nieuwe medicijnen of verbetering van al bestaande.

### Producten

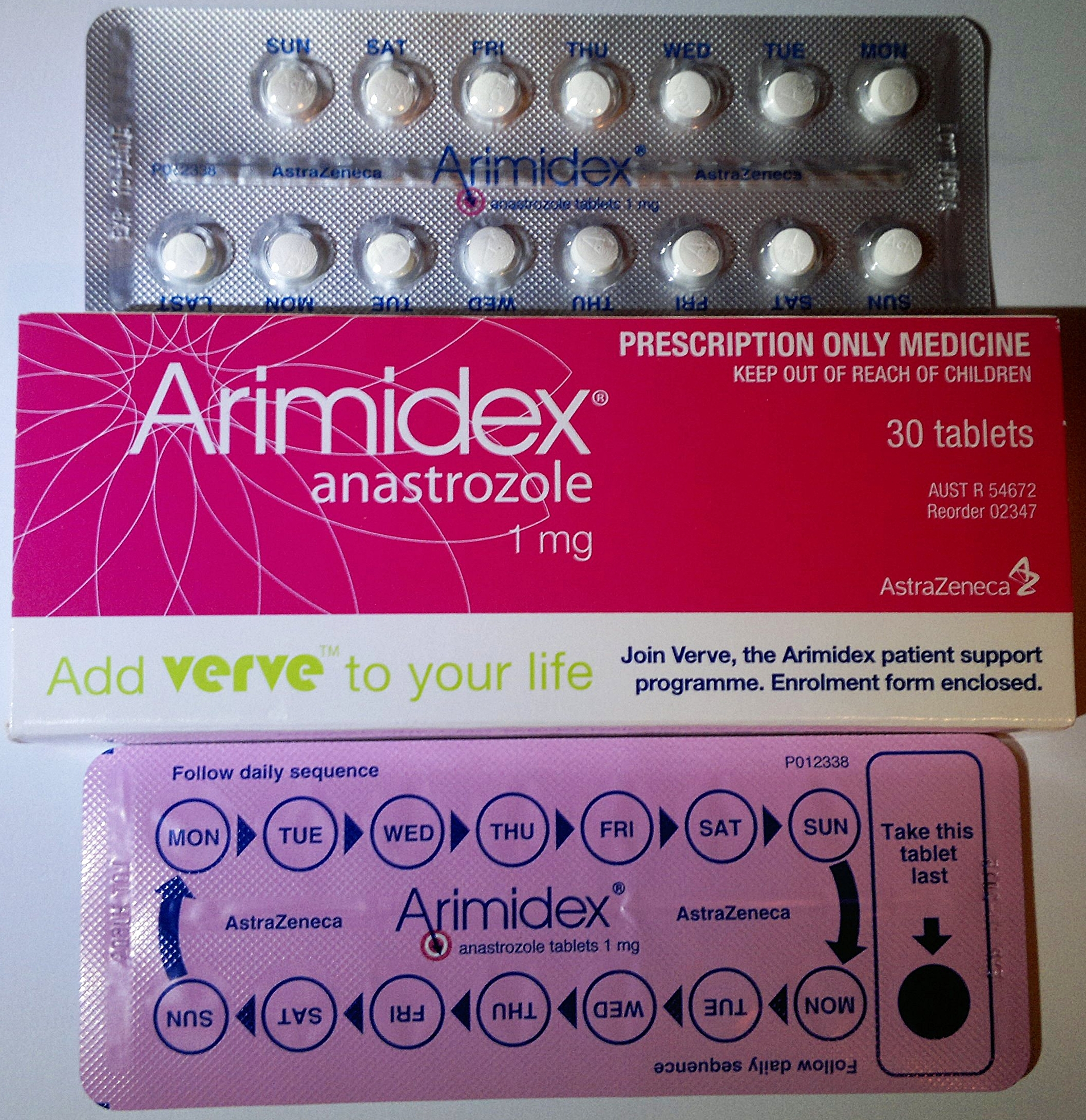
Arimidex

De activiteiten van AstraZeneca hebben betrekking op acht therapeutische domeinen: anesthesie, cardiologie, diabetes, gastro-enterologie, infectieziekten, oncologie, pneumologie en psychiatrie/neurologie.
Enkele belangrijke geneesmiddelen van AstraZeneca zijn:
- Arimidex (anastrozol, oncologie)
- Atacand (candesartan, cardiovasculair)
- Bydureon (exenatide, diabetes)
- Byetta (exenatide, diabetes)
- Crestor (Rosuvastatine, cardiovasculair)
- Losec/Prilosec (omeprazol, gastro-intestinair)
- Nexium (esomeprazol, gastro-intestinair)
- Nolvadex (tamoxifen, oncologie)
- Selokeen (metoprolol, cardiovasculair)
- Seroquel (quetiapine, neurologie)
- Symbicort (budesonide+formoterol, pneumologie)
- Synagis (palivizumab, antiviraal)
- Zoladex (gosereline, oncologie)

In november 2020 maakte AstraZeneca bekend een COVID-19-vaccin in productie te nemen dat was ontwikkeld op de Universiteit van Oxford. Op 29 januari 2021 keurde het EMA het vaccin goed; het vaccin werd daarmee het derde COVID-19-vaccin dat een positief EMA oordeel kreeg. Op 25 maart 2021 is de naam van het vaccin veranderd in Vaxzevria.